# Supercoppa d'Ucraina 2018
La Supercoppa d'Ucraina 2018 (ufficialmente in ucraino Суперкубок України 2018?, Superkubok Ukraïny 2018) è stata la quindicesima edizione della Supercoppa d'Ucraina.
Si è svolta il 21 luglio allo stadio Čornomorec' di Odessa tra lo Šachtar, campione d'Ucraina e vincitore della coppa nazionale, e la Dinamo Kiev, seconda classificata in campionato nonché finalista di coppa. La Dinamo ha vinto la competizione per la settima volta.

## Le squadre
| Squadre     | Qualificazione                                                          | Partecipazioni precedenti (il grassetto indica la vittoria)                      |
| ----------- | ----------------------------------------------------------------------- | -------------------------------------------------------------------------------- |
| Šachtar     | Vincitrice della Prem'er-Liha 2017-2018 e della Kubok Ukraïny 2017-2018 | 13 (2004, 2005, 2006, 2007, 2008, 2010, 2011, 2012, 2013, 2014, 2015, 2016, 2017 |
| Dinamo Kiev | Finalista della Kubok Ukraïny 2017-2018                                 | 11 (2004, 2005, 2006, 2007, 2008, 2009, 2011, 2014, 2015, 2016, 2017             |

## Tabellino
| Arbitro: | Truchanov (Charkiv) |

|  |           |                 |
|  | Marcatori | 18’ Bujal's'kij |

| Šachtar |  | Dinamo Kiev |

| P               | 30 | Andrij Pjatov      |       |     |
| D               | 4  | Serhij Kryvcov     |       |     |
| D               | 44 | Jaroslav Rakyc'kyj |       |     |
| D               | 31 | Ismaily            | 90+5’ |     |
| C               | 94 | Oleh Dančenko      | 53’   |     |
| C               | 11 | Marlos             |       |     |
| C               | 74 | Viktor Kovalenko   |       | 67’ |
| C               | 6  | Taras Stepanenko   |       |     |
| C               | 21 | Alan Patrick       |       |     |
| A               | 10 | Júnior Moraes      | 90+3’ |     |
| A               | 99 | Fernando           | 60’   | 70’ |
| A disposizione: |    |                    |       |     |
| P               | 1  | Oleksij Ševčenko   |       |     |
| D               | 2  | Bohdan Butko       |       |     |
| D               | 22 | Mykola Matvijenko  |       |     |
| C               | 50 | Serhij Bolbat      |       | 70’ |
| C               | 29 | Andrij Totovyc'kyj |       | 67’ |
| C               | 27 | Maycon             |       |     |
| C               | 59 | Oleksandr Zubkov   |       |     |
| Allenatore:     |    |                    |       |     |
| Paulo Fonseca   |    |                    |       |     |

| P                    | 71 | Denys Bojko             | 90+7’      |         |
| D                    | 26 | Mykyta Burda            | 13’, 90+5’ |         |
| D                    | 94 | Tomasz Kędziora         | 90+5’      |         |
| D                    | 44 | Tamás Kádár             | 81’        |         |
| D                    | 9  | Mykola Morozjuk         |            |         |
| C                    | 15 | Viktor Cyhankov         |            |         |
| C                    | 6  | Tchê Tchê               |            | 46’     |
| C                    | 7  | Benjamin Verbič         |            |         |
| C                    | 29 | Vitalij Bujal's'kij     |            | 77’     |
| C                    | 8  | Volodymyr Šepeljev      | 71’        |         |
| A                    | 41 | Artem Bjesjedin         |            |         |
| A disposizione:      |    |                         |            |         |
| P                    | 1  | Heorhij Buščan          |            |         |
| D                    | 30 | Artem Šabanov           |            |         |
| D                    | 18 | Oleksandr Andrijevs'kyj |            |         |
| C                    | 5  | Serhij Sydorčuk         |            | 77’     |
| C                    | 10 | Mykola Šaparenko        |            | 71’     |
| C                    | 19 | Denys Harmaš            |            | 46’ 71’ |
| A                    | 43 | Nazarij Rusyn           |            |         |
| Allenatore:          |    |                         |            |         |
| Aljaksandr Chackevič |    |                         |            |         |